# Пшисека-Польська
Пшисека-Польська (пол. Przysieka Polska, нім. Polnisch Presse) — село в Польщі, у гміні Сміґель Косцянського повіту Великопольського воєводства.
Населення — 631 особа (2011).
У 1975-1998 роках село належало до Лешненського воєводства.

## Демографія
Демографічна структура станом на 31 березня 2011 року:
|          | Загалом | Допрацездатний вік | Працездатний вік | Постпрацездатний вік |
| -------- | ------- | ------------------ | ---------------- | -------------------- |
| Чоловіки | 318     | 69                 | 220              | 29                   |
| Жінки    | 313     | 57                 | 195              | 61                   |
| Разом    | 631     | 126                | 415              | 90                   |